# Blockbuster (DC Comics)
Blockbuster es el nombre de cuatro personajes ficticios en el Universo DC. El primero fue principalmente un enemigo de Batman y Robin, mientras que el segundo luchó frecuentemente con Nightwing (antes Robin). El último Blockbuster apareció por primera vez en las páginas de la serie 52 donde él es dirigido a la batalla contra el equipo de superhéroes de Lex Luthor, Infinity, Inc.

## Biografía del personaje ficticio

### Mark Desmond
El primer Blockbuster era Mark Desmond, un químico que desea aumentar su fuerza física. Experimentando en sí mismo, consiguió hacerse más fuerte y más alto, pero como un efecto secundario del proceso también se volvió agresivo casi sin pensar. El Desmond debilitado mentalmente fue cuidado por su hermano Roland, un criminal local, que evitó que su madre descubriera lo que Mark se había hecho a sí mismo.
Roland manipuló a su hermano para cometer delitos en su nombre, hasta que entraron en conflicto con Batman y Robin. Bruce Wayne una vez había rescatado a un joven Desmond de ahogarse, y él descubrió que podría calmar al Desmond adulto enfurecido al sacarse su capucha, mostrándole su rostro, aunque cuando Blockbuster aparece por primera vez tiene que saltar en un pantano y retorcerse como él para recordarle esto a Blockbuster. Posteriormente, Desmond se encontró enfrentándose a Batman en varias ocasiones. Se unió a la Sociedad Secreta de Supervillanos brevemente para una batalla con la Liga de la Justicia. Más tarde, Amanda Waller reclutó a Desmond para su Escuadrón Suicida revivido. Fue asesinado luchando contra la creación de Darkseid, Brimstone.
En Pre-Crisis, Blockbuster absorbió las energías del Memorial de Alfred que le daban algunos poderes y una vez fue sustituido por el villano no muerto superfuerte Solomon Grundy desde la Tierra 2 debido a una máquina que estaba sustituyendo a personas de ambas Tierras. Linterna Verde le llevó a luchar contra Solomon Grundy, lo que los lleva a los dos a terminar la pelea noqueando el uno al otro.
En The New 52, Mark Desmond es un paciente del Dr. Phayne. Él vive en el este y en la noche se somete a procedimientos para mejorar su inteligencia. Es expuesto a una pequeña cantidad de un compuesto verde por vía intravenosa. Un accidente es causado por un nuevo paciente que cree que está sufriendo y la cascada de líquido verde sobrecarga a Desmond y crea una explosión. La sobrecarga expone a un hombre superfuerte que se hace llamar Blockbuster. Él sale violentamente del edificio adolorido y golpea a un Hombre Halcón atacante, que lo deja con pérdida del conocimiento. Blockbuster fue posteriormente controlado mentalmente por Nigromante para que la ayude a robar un artefacto de un museo de Washington D. C., que llamó la atención de Halcón y Paloma. Ellos se unieron a Batman y Robin para detener a Blockbuster y Nigromante. Marcos Desmond aparece como miembro de la Sociedad Secreta de Supervillanos. Cuando Catwoman escapa del Asilo Arkham, Mark Desmond y Signalman se enfrentan a Catwoman en la azotea, que terminó con Catwoman siendo noqueada.

### Roland Desmond
Roland Desmond se convirtió en el segundo Blockbuster después de que una grave enfermedad le obligó a ser tratado con esteroides experimentales. Al igual que su hermano Mark, Roland se convirtió en un monstruo superfuerte con mente infantil. Se descontroló en el sureste, pero Batman y Starman (Will Payton) le dieron fin a su alboroto.
Desmond se obsesionó con elevarse muy por encima de su intelecto debilitado. Un pacto con el demonio Nerón le concedió un intelecto de nivel de genio, y Desmond se embarcó una vez más en una carrera de crímenes y destrucción. Comenzó su carrera criminal revivida al causar caos en la ciudad de Mánchester, aunque sus planes fueron frustrados por el velocista Impulso.
Desmond se trasladó a la ciudad natal de su madre, Blüdhaven. Obligó al señor del crimen Angel Marin a salir del poder y se hizo cargo de las raquetas de criminales de la ciudad. El plan de Roland era construir un imperio criminal en el 'Haven, que con el tiempo le permiten extender su dominio sobre los bajomundos de Gotham, Star City, Metrópolis, y Nueva York. Para ello, compró los elementos corruptos del departamento de policía de la ciudad, sobre todo al Jefe de Policiía Redhorn y el Inspector Dudley "Deadly" Soames.
A pesar de su rápida y viciosa consolidación del poder, el asimiento de Blockbuster en el crimen organizado de Blüdhaven fue, sin embargo, debilitado por la intervención del nuevo protector de la ciudad, Nightwing (Dick Grayson, el antiguo Robin), que, con la ayuda de Oráculo, frustró los planes de Desmond a cada paso. Oráculo a menudo elimina el dinero de las cuentas de Blockbuster y tiene a un hombre que trabaja para detener y encontrar a Oráculo, llamado Vogel.
La meta principal de Desmond se convirtió en la eliminación del joven vigilante. Colocó un contrato sobre la vida de Nightwing, empleando los servicios de varios asesinos, incluyendo Lady Vic, Stallion, Brutale, los Gemelos Trigger, y Shrike.
Como resultado adicional de su transformación inicial, Desmond desarrolló más tarde albinismo y un defecto cardíaco. Él recuperó la salud (comparativs) por un trasplante de corazón de uno de los simios parlantes de Gorilla City, y estaba consolidando su control sobre Blüdhaven y contemplar una toma de control de Gotham City, cuando fue asesinado por la nueva Tarántula, Catalina Flores.
Como parte del evento Blackest Night, el cadáver de Roland es reanimado por un anillo de poder negro y reclutó al Cuerpo de la Linterna Negra en Blackest Night: Batman #1 (octubre de 2009).

### Blockbuster III
Lex Luthor creó un nuevo Blockbuster en las páginas del evento de la miniserie 52 para servir como un oponente de su grupo de héroes manufacturado, Infinity, Inc.
Poco se revela acerca de este Blockbuster, salvo por el hecho de que Luthor posee cierto grado de control de sus acciones y su nivel de fuerza. Luthor también comenta que él es más fuerte que cualquiera de los dos Blockbusters anteriores. Las habilidades cognitivas y la apariencia de este bruto son muy similares al original. Blockbuster, con una interferencia controlada de Lex Luthor, mata al superhéroe Trajectory.
Un Blockbuster aparece entre los villanos exiliados a un mundo extraterrestre en Salvation Run. En la edición # 3, se revela que es un Detective Marciano disfrazado.

### Blockbuster mujer
Un nuevo Blockbuster mujer aparece en los pantanos de Luisiana y pelea con Mon-El en Superman #689 (agosto de 2009).

## Poderes y habilidades
Todos los Blockbusters tienen una fuerza sobrehumana, resistencia, y aguante. También tienen un alto grado de resistencia a los ataques físicos y de energía.
Después de vender su alma a Nerón, Roland Desmond obtuvo súper inteligencia.

## En otros medios

### Televisión
- Blockbuster (Mark Desmond) fue visto por primera vez en Justice League Unlimited episodio "Cosas de niños" con la voz de Dee Bradley Baker. Él, Chita, Copperhead, y KGBestia estaban robando una bóveda de oro. Blockbuster también fue miembro de la Sociedad Secreta en la serie. Sin embargo, después de aliarse contra Lex Luthor durante el motín en favor de Gorilla Grodd, fue congelado por Killer Frost y volado por Darkseid, junto con los otros amotinados.

- Marcos Desmond aparece en The Batman episodio "Meltdown" con la voz de Kevin Michael Richardson. Desmond es un científico que trabaja para Empresas Wayne quien está a cargo del acuerdo de libertad condicional de Ethan Bennett (Cara de Barro) de no usar sus poderes para cambiar de forma. A diferencia de los cómics, él es afroamericano.

- La versión de Mark Desmond de Blockbuster aparece en Batman: The Brave and the Bold episodio "Carrera a muerte al olvido", con Mark Desmond con la voz de James Arnold Taylor y Blockbuster con la voz de Kevin Michael Richardson. Batman se enfrenta al niño genio malvado Desmond (que Batman ha mantenido bajo la lupa desde que robó algunos productos químicos de Laboratorios S.T.A.R.) en un museo con un plan para robar un diamante llamado la Estrella de Bialya. La multitud se opone a Batman agarrando a Desmond hasta que el niño bebe el suero que lo transforma en Blockbuster. Como Blockbuster, somete a Batman. Cuando Billy Batson se le opone, Blockbuster lo agarra. Cuando Blockbuster le pregunta a Billy si tiene unas últimas palabras, él grita "Shazam" y se transforma en Capitán Marvel, que logra derrotar a Blockbuster. En "La noche de los Batman," Blockbuster ayuda a Bane, Cocodrilo Asesino, y Solomon Grundy a robar una estatua solo para ser frustrado por el Capitán Marvel vestido como Batman.

- La versión de Mark Desmond de Blockbuster aparece por primera vez en Young Justice en el episodio de dos partes "Día de la Independencia", con Mark Desmond con la voz de René Auberjonois. Esta versión de Blockbuster es muy diferente en apariencia a alguna de sus encarnaciones del cómic, después de haber sido rediseñado a propósito por considerarse que la versión original era demasiado similar a Hulk.[10] Su transformación en la serie involucra su forma de "Blockbuster" rasgando su piel humana. Él aparece como un alto miembro del Proyecto Cadmus que toma sus órdenes directamente de la Luz y utiliza el suero de Blockbuster, a fin de combatir a Robin, Kid Flash, Aqualad y Superboy. El suero para tomar esta forma parece haber disminuido su inteligencia como dijo Aqualad "Dudo que esté planeando algo más". Él es derrotado por los cuatro por el tiempo que la Liga de la Justicia llegó y es llevado por algunos de los miembros de la Liga de la Justicia. En "Terrores" Blockbuster fue visto como un interno en Belle Reve y actuaba como músculo para Icicle Sr. junto a Mamut. Él y Mamut fueron derrotados por Superboy. En "Los sospechosos de siempre", Blockbuster se une a Lex Luthor, Abeja Reina, Sportsmaster, y Bane en reunirse con Superboy, Miss Martian, y Artemis. Durante la lucha entre los jóvenes héroes y los villanos unidos, Lex Luthor mencionó que el Dr. Desmond no era capaz de añadir los otros programas para controlar a Superboy y culpó al Dr. Desmond por ello. Superboy logra derrotar a Blockbuster.

### Películas
- Según informes, Blockbuster aparece en el guion de David S. Goyer para un próximo título de película de Flecha Verde titulado Super Max, supuestamente como uno de los antagonistas primarios.[11]

### Videojuegos
- Blockbuster aparece como jefe en el videojuego Young Justice: Legacy.